# 骆驼 (香烟)

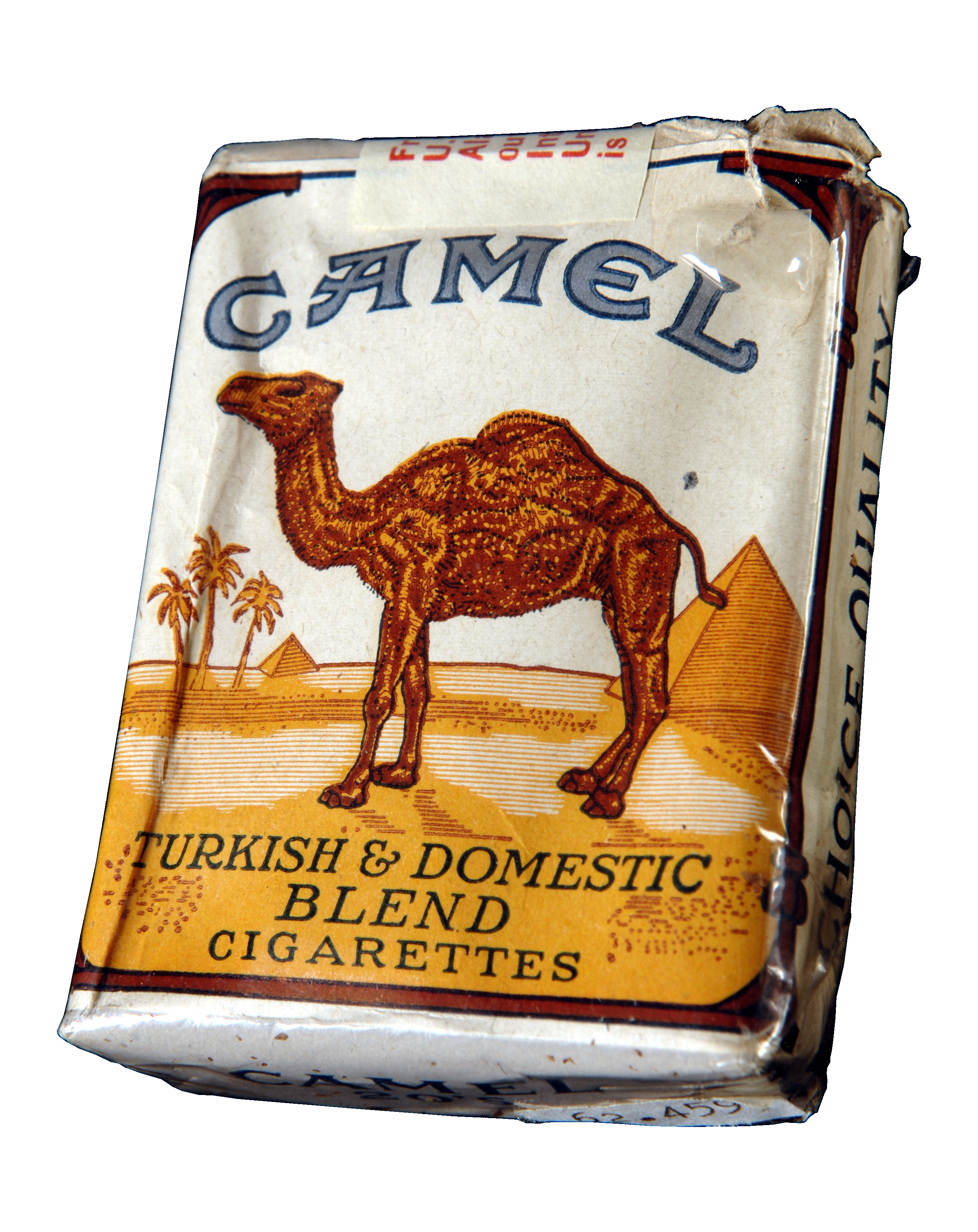
1940年代的骆驼香烟

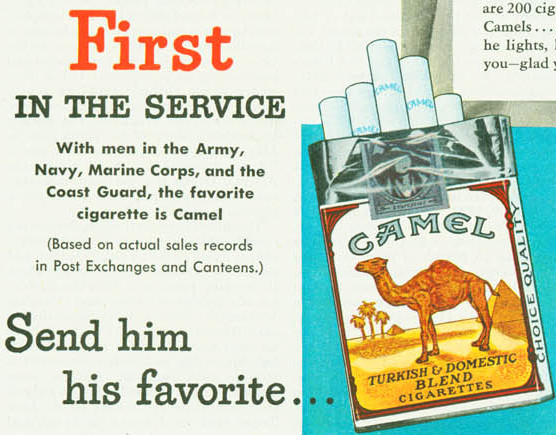
二战时期骆驼烟的广告

骆驼（英語：Camel）是一款美国的香烟品牌，创始于1913年。目前在美国国内由R·J·雷諾茲烟草公司生产，在世界其他地区由日本烟草产业株式会社生产。当今的骆驼烟含有由土耳其烟草和維珍尼亞烟草（来自北卡罗来纳温斯顿-塞勒姆，该品牌的创始地）混合而成的组合。

## 历史
1913年，R·J·雷諾茲，骆驼牌烟草的创始人，将原本需要烟民自己手卷的烟改良为预先包装好的香烟。手卷烟的缺点是它使得烟草在大范围内的销售前景变得暗淡，而后者则不然。雷诺兹尝试改进了烟草的口味以使其更为诱人，他模仿了当时受欢迎的埃及烟草，并将其命名为“骆驼”，这是由于他使用了土耳其烟草的缘故。在一年之内，雷诺兹便售出了约4.25亿包骆驼烟。
最初的骆驼牌烟草要比当时的著名烟草的口味淡一些，且其推广标语仅为一句话：“骆驼来了。”，引用的是苏格兰风笛乐曲“坎贝尔（The Campbells Are Coming ）部族来了”。这一推广模式在后来也被用于将公众舆论导向支持美国参与第一次世界大战和第二次世界大战。雷诺兹的另一推广方法则是“老乔”（Old Joe），它是一匹在各个城镇中配卖骆驼烟的马戏团骆驼。该品牌长年使用的标语是：“为了骆驼，我宁可走上一英里地！”